# Moc przyłączeniowa
Moc przyłączeniowa – moc czynna planowana do pobierania lub wprowadzania do sieci elektroenergetycznej, określona w umowie o przyłączenie do sieci  jako wartość maksymalna wyznaczana w ciągu każdej godziny okresu rozliczeniowego ze średnich wartości tej mocy w okresach 15-minutowych, służąca do zaprojektowania przyłącza.
Moc przyłączeniową podawaną przez podmiot przyłączany we wniosku o określenie warunków przyłączenia oraz w warunkach przyłączenia, zaokrągla się do całkowitej liczby kW.
Aby określić tę wielkość należy oszacować, jakie urządzenia mogą być włączone jednocześnie i określić ich moc.